# Brahicefalie

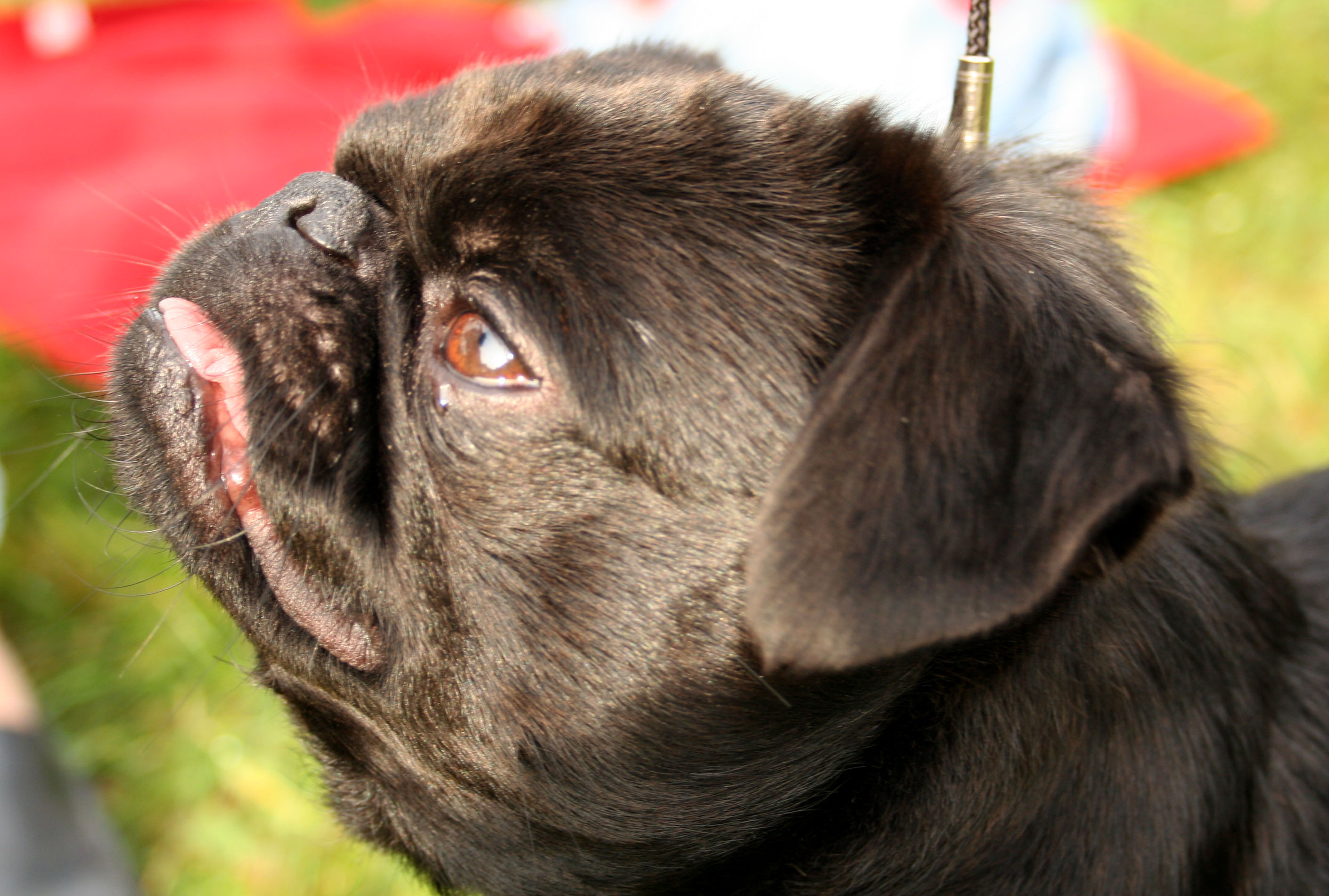
Brabançon brahicefalic

Craniile brahicefale sunt craniile care au un indice cefalic cu o valoare mai mare de 83, însemnand că au diametrele longitudinal și transversal aproape egale. Anumite rase de câini precum mopsul au cranii extrem de brahicefale. Câinii și pisicile brahicefale sunt mai sensibile la temperaturi ridicate.

## Brahicefalia umană
Brahicefalia este cunoscută la oameni ca sindromul capului plat, o problemă a capului, rezultată din sudare prematură a suturilor coronale care cauzeza scurtarea diamentrului longitudinal al craniului. Sutura coronală este un cartilaj fibros care unește osul frontal cu cele 2 oase parietale ale craniului. Această deformare este comună pentru pacienți cu Sindromul Down.

## Listă de câini brahicefalici
- Affenpinscher
- American Bulldog
- Boston Terrier
- Boxer
- Brussels Griffon
- Bulldog
- Bullmastiff
- Cavalier King Charles Spaniel
- Cane Corso
- Dog Argentinian
- Dog de Bordeaux
- English Toy Spaniel
- Bulldog francez
- Japanese Chin
- Lhasa Apso
- Neapolitan Mastiff
- Pekingese
- Presa Canario
- Mops
- Shar-Pei
- Shih Tzu
- Spaniel tibetan
- Valley Bulldog]
- Chow Chow

## Listă de pisici brahicefalice
- British Shorthair
- pisica de Himalaya
- pisica persiană
- Exotic Shorthair